# Charlotte zu Schaumburg-Lippe

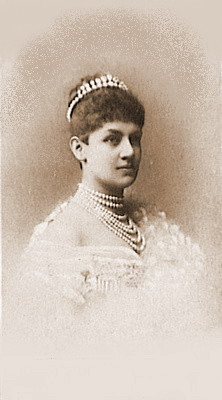
Charlotte zu Schaumburg-Lippe

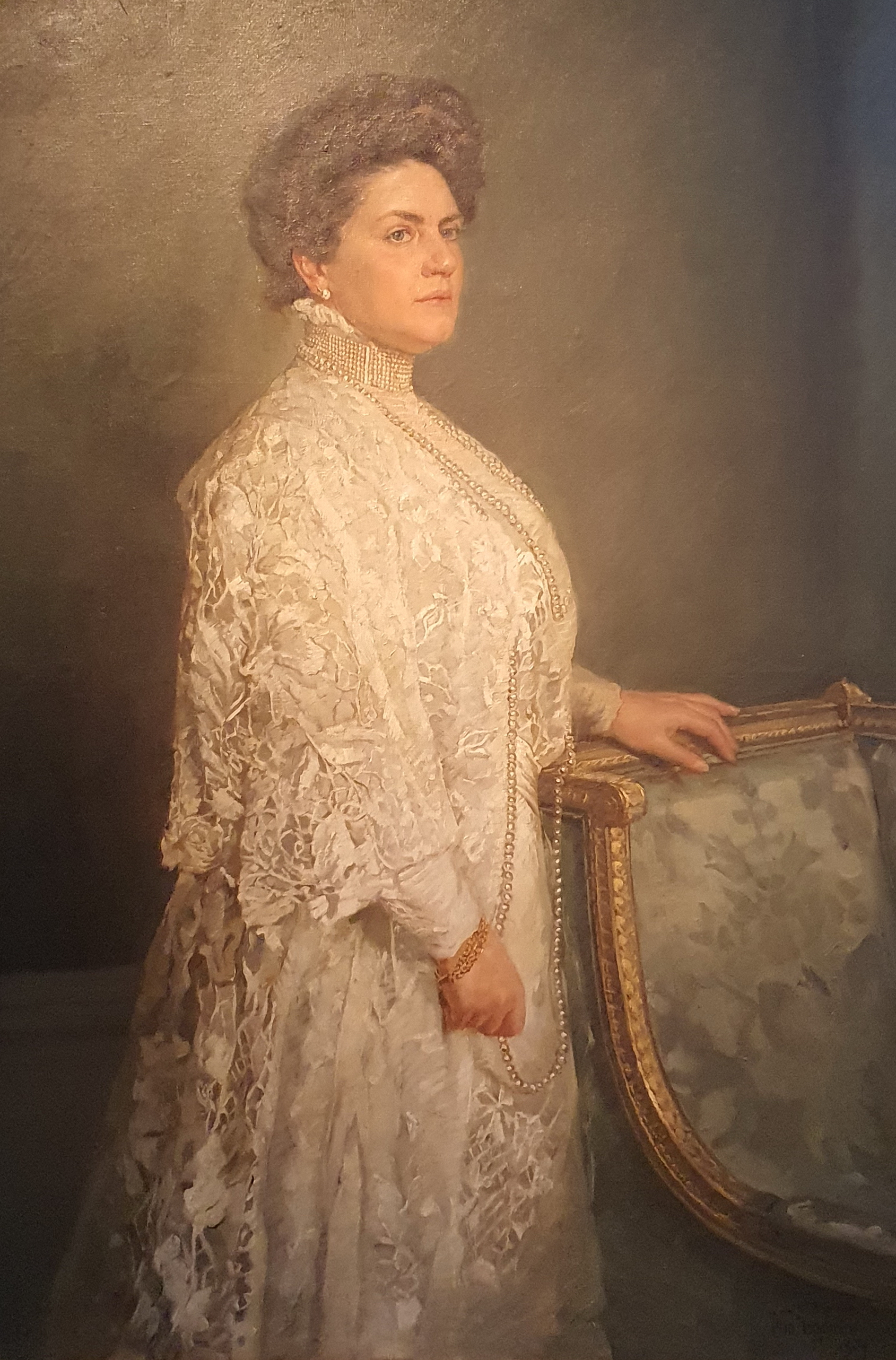
Königin Charlotte, Gemälde von Otto Propheter, Stuttgart 1909

Charlotte, Prinzessin zu Schaumburg-Lippe (vollständiger Name: Charlotte Marie Ida Luise Hermine Mathilde) (* 10. Oktober 1864 in Schloss Ratibořice, Böhmen; † 16. Juli 1946 in Schloss Bebenhausen, Württemberg) war ein Mitglied des Hauses Schaumburg-Lippe und von 1891 bis 1918 die letzte Königin von Württemberg.

## Leben

### Herkunft
Prinzessin Charlotte war die älteste Tochter des Prinzen Wilhelm zu Schaumburg-Lippe (1834–1906), jüngster Sohn des Fürsten Georg-Wilhelm zu Schaumburg-Lippe, und der Prinzessin Bathildis von Anhalt-Dessau (1837–1902).
Zusammen mit vier Brüdern und drei Schwestern wuchs Charlotte in der fürstlichen Herrschaft Nachod in Ostböhmen auf. Neben Interessen wie Musik und Bildender Kunst hegte sie offenbar auch sportliche wie Schwimmen, Tennisspielen, Radfahren und – für eine Frau der damaligen Zeit noch ungewöhnlich – Skifahren. Als ausgefallen galt auch ihre Jagdleidenschaft.

### Die eheliche Verbindung des Hauses Schaumburg-Lippe mit Württemberg

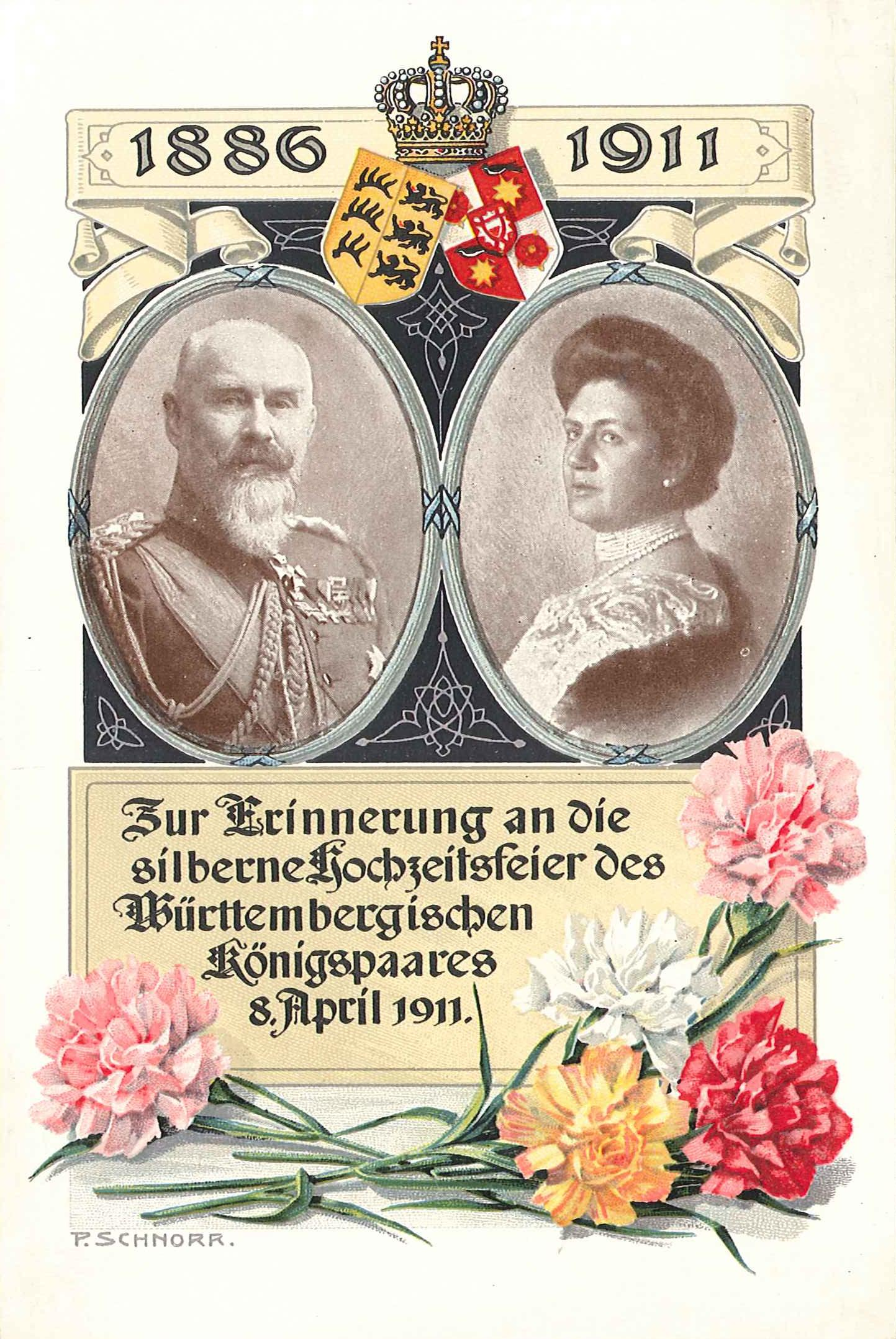
Postkarte anlässlich der Silbernen Hochzeit des Königspaares 1911

Am 8. April 1886 heiratete Prinzessin Charlotte in Bückeburg, der Residenz ihres Onkels Adolf, den württembergischen Thronfolger Prinz Wilhelm, der 1891 den Thron als König Wilhelm II. von Württemberg bestieg. Sie war dessen zweite Ehefrau und galt in Württemberg, ebenso wie ihre Vorgängerin Marie zu Waldeck und Pyrmont, als politisch unbedeutende Partie. Sollte die Heirat aus Gründen der Staatsraison erfolgt sein – es fehlte ein männlicher Nachkomme – so ging dieses Kalkül nicht auf, denn die Ehe blieb kinderlos.
Als württembergische Prinzessin lebte sie zunächst in Ludwigsburg und Stuttgart, als Königin im Wilhelmspalais in Stuttgart. Während der Monate Juni bis Oktober verlegte das Königspaar seinen Wohnsitz nach Friedrichshafen. Im November/Dezember schließlich verbrachten Wilhelm und Charlotte regelmäßig einen zweiwöchigen Jagdaufenthalt im Jagdschloss Bebenhausen bei Tübingen. Nach der Revolution von 1918 sollte Bebenhausen der ständige Wohn- und Witwensitz der ehemaligen Königin und nachmaligen Herzogin Charlotte werden.

### Charlottes Jahre als Königin von Württemberg

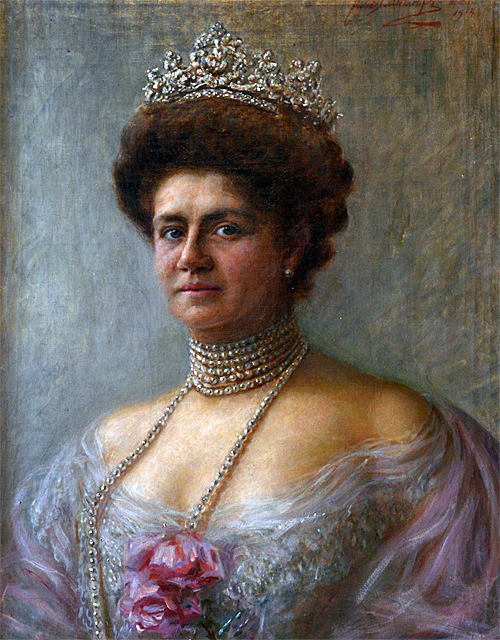
Charlotte als Königin von Württemberg. Gemälde in ihrem Schlafzimmer im Jagdschloss Bebenhausen

Während sich König Wilhelm II. bei seinen Zeitgenossen großer Beliebtheit erfreute, scheint Charlottes Verhältnis zu den Württembergern eher ein reserviertes gewesen zu sein. Augenfällig wird dies in den zeitgenössischen Veröffentlichungen, die sich durch Überschwang gegenüber dem König und eine deutliche Zurückhaltung gegenüber der Königin auszeichnen. Die Kinderlosigkeit mag ein Grund hierfür gewesen sein, reicht aber als Erklärung für die zeitgenössische Reserviertheit nicht aus. Ein anderer Grund scheint darin zu liegen, dass Charlotte nicht bereit war, ihre höfischen Repräsentationspflichten im erwarteten Umfang zu erfüllen. Ihre Geburtstage feierte sie beispielsweise lieber in der Abgeschiedenheit Friedrichshafens als in augenfälliger Verbundenheit mit der Bevölkerung. Militärparaden ließ sie den König meistens alleine abnehmen und zu den Kaisergeburtstagen begleitete sie ihren Mann schon nach wenigen Jahren als Königin nicht mehr.
Charlotte war aber nicht nur die Königin, die einen sehr eigenwilligen Umgang mit der Repräsentation pflegte, sondern sie war auch die Monarchin, die sich den Entwicklungen der Moderne gegenüber aufgeschlossen zeigte. Deutlich wird dies an ihrem sozialpolitischen Engagement. Den Konventionen folgend, übernahm sie allein von ihren Vorgängerinnen 32 Protektorate über soziale und karitative Einrichtungen. Neben vielen anderen gehörten das Diakonissenwesen, der Schwäbische Frauenverein, die Zentralleitung für Wohltätigkeit, die Württembergische Sparkasse und das Rote Kreuz dazu. Bei den Schirmherrschaften, die sie persönlich als Königin übernahm, fällt ein besonderes Interesse für die „Selbständigmachung der Frauenwelt“, wie es ein zeitgenössischer Beobachter nannte, auf. Natürlich engagierte sich Charlotte nicht persönlich in der Frauenbewegung, aber sie signalisierte Übereinstimmung mit deren Zielen, indem sie Protektorate für Einrichtungen übernahm, die die Verbesserung weiblicher Belange im Blick hatten. Mit ihrer Autorität als Königin unterstützte Charlotte vor allem Bildungseinrichtungen, in denen Mädchen zu selbständiger Berufstätigkeit ausgebildet werden sollten. Ganz besonders zeigte sich ihr frauenpolitisches Engagement in der Patenschaft für den Württembergischen Malerinnenverein sowie für das erste württembergische humanistische Mädchengymnasium, das Stuttgarter Charlottengymnasium (heute Hölderlin-Gymnasium). Die Charlottenhöhle in Hürben (heute ein Teilort von Giengen an der Brenz) wurde am 23. September 1893 mit einem Besuch Charlottes nach ihr benannt. In Bad Wildbad erinnert die Charlottenstraße an die letzte württembergische Königin. Die Charlottenklinik für Augenheilkunde Stuttgart  (Stiftungsjahr 1891) welche im Jahr 2016 ihr 125-jähriges Bestehen feierte und die ehemalige Lungenheilstätte Charlottenhöhe in Schömberg (eröffnet 1909) erinnern an das Engagement der letzten württembergischen Königin.
Die Unterstützung für den Malerinnenverein deutet bereits auf ein anderes Interessengebiet Charlottes, den Bereich der Kunst und Kultur. Zusammen mit ihrem Mann nahm sie regen Anteil am kulturellen Leben, wobei ihre ganz besondere Zuwendung der Oper und dem Theater galt.

### Nach dem Ende der Monarchie in Württemberg

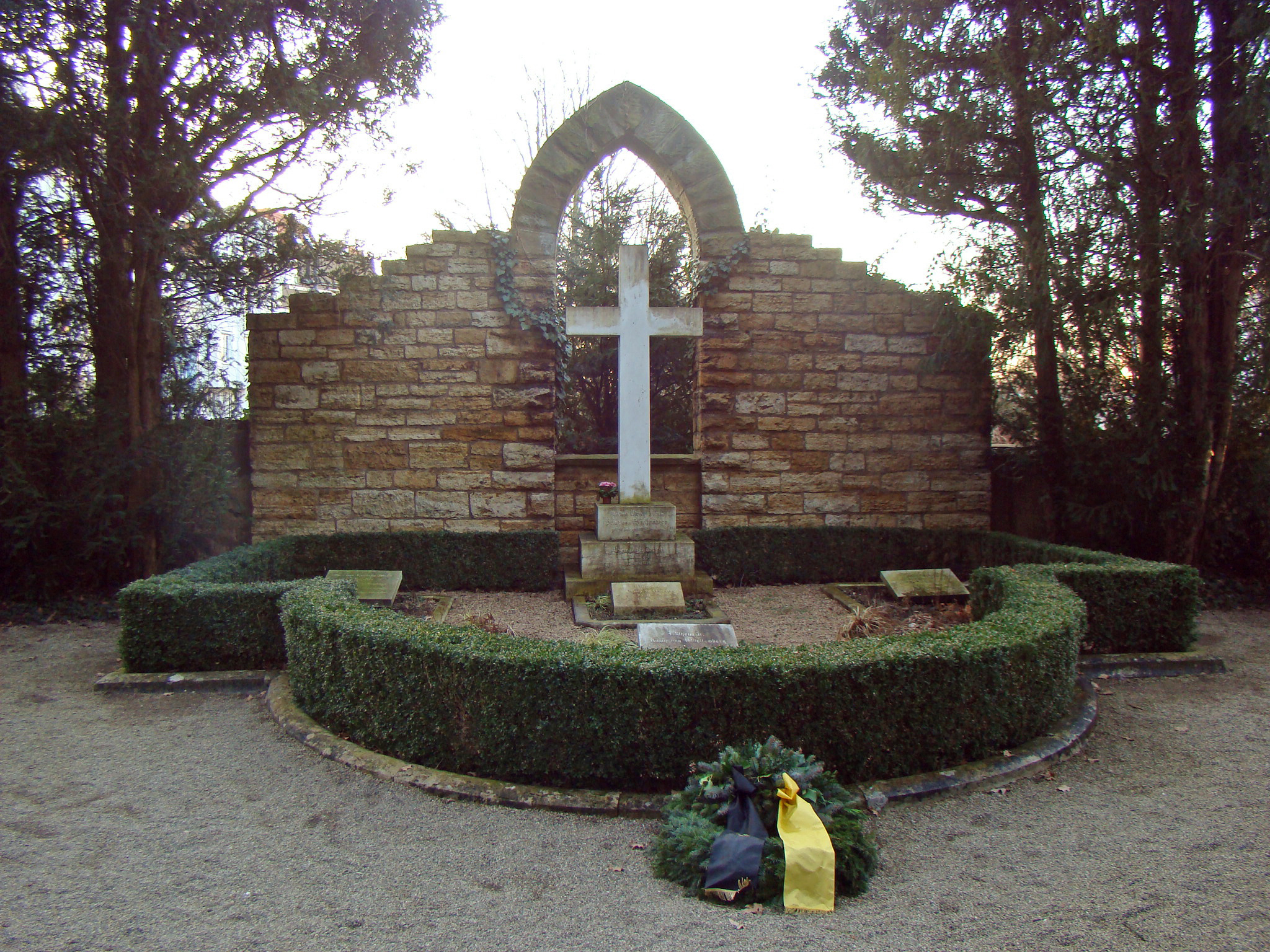
Der König, der seine Residenzstadt nach seiner Abdankung für immer mied, fand seine letzte Ruhe in seiner gewählten Familiengrabstätte auf dem Alten Friedhof Ludwigsburg

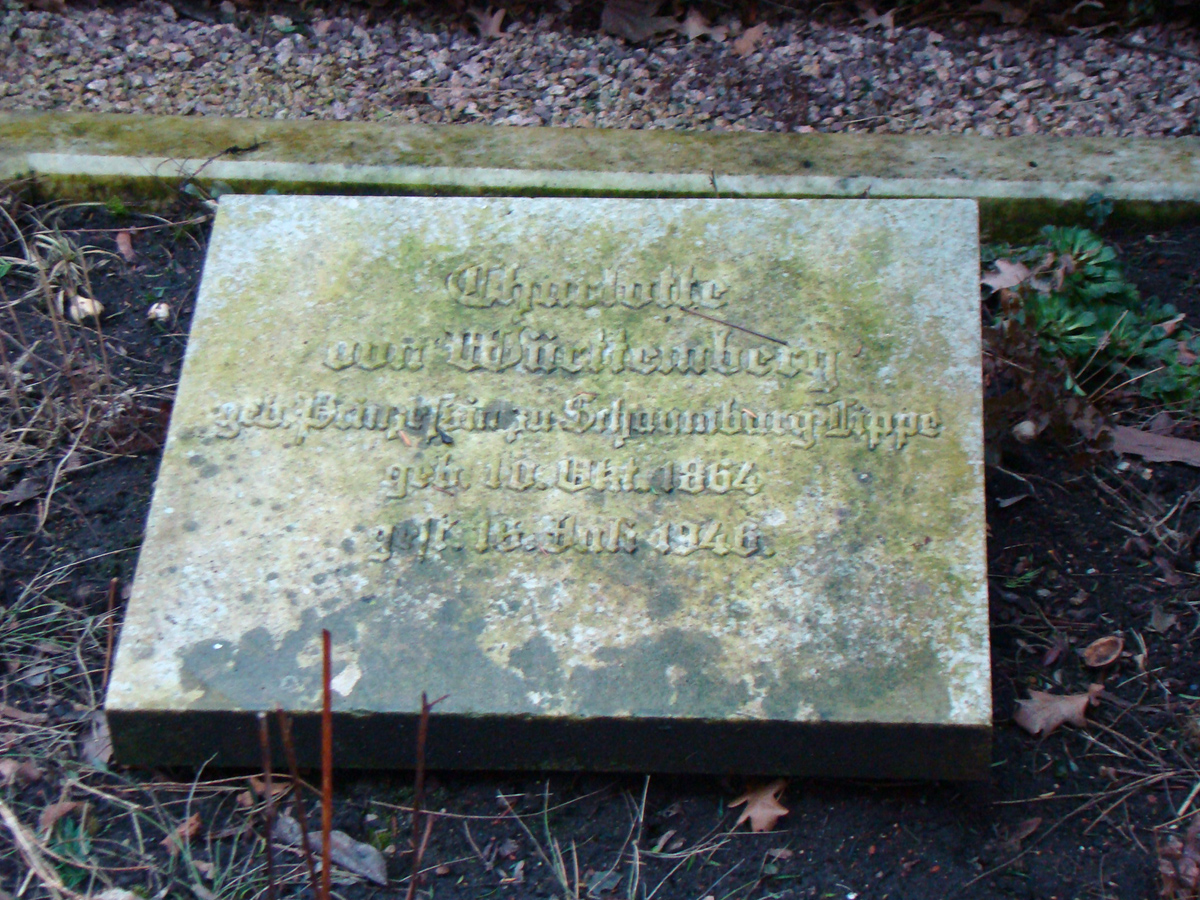
Charlotte von Württemberg wurde neben ihrem Gemahl Wilhelm II. auf dem Alten Friedhof in Ludwigsburg zur Ruhe gebettet. Ein Liegestein, versehen mit ihren Lebensdaten, ziert die Begräbnisstelle der letzten Königin von Württemberg

Bei seiner Abdankung hatte Wilhelm II. mit dem württembergischen Staat für sich und seine Frau ein lebenslanges Wohnrecht im Schloss Bebenhausen und eine jährliche Rente vereinbart. Neben der staatlichen Apanage erhielt Charlotte von der Herzoglichen Hofkammer einen Zuschuss für die Hofhaltung. Nach dem Tod ihres Gemahls 1921 lebte Charlotte Herzogin von Württemberg noch fünfundzwanzig Jahre zurückgezogen in Bebenhausen. 1944 erlitt sie einen Schlaganfall, der sie zwang, die beiden letzten Jahre ihres Lebens im Rollstuhl zu verbringen.
Die ehemalige Königin starb am 16. Juli 1946 im Alter von 81 Jahren in Bebenhausen. Mit ihr starb nicht nur die letzte württembergische Königin, sie war auch die längstüberlebende ehemalige deutsche Königin, nachdem ihr die sächsische Carola von Wasa-Holstein-Gottorp schon 1907, die Bayerin Marie Therese von Österreich-Este 1919 und die Preußin Auguste Viktoria von Schleswig-Holstein-Sonderburg-Augustenburg 1921 in den Tod vorausgegangen waren. Sie wurde am 23. Juli 1946, fast unbemerkt von der Öffentlichkeit, auf dem Alten Friedhof in Ludwigsburg an der Seite ihres Mannes beigesetzt.

## Auszeichnungen
1891: Olga-Orden.